# Vladimir Lavrentjev
Vladimir Lavrentjev, född 21 januari 1954, är en rysk före detta ishockeyspelare. Han var den första ryssen som värvades till ett svenskt ishockeylag. Laget som värvade Lavrentjev var Mölndal Hockey säsongen 1987/1988 och den som förmedlade kontakten var affärsmannen Hans Sylvén.